# 上方お好み焼たこ焼協同組合
上方お好み焼たこ焼協同組合（かみがたおこのみやきたこやききょうどうくみあい、略称：おこたこ組合）は、大阪市のお好み焼き店、たこ焼き店の同業組合。

## 概要
お好み焼き、たこ焼きの粉文化を「上方の地から全世界に普及させ、後世に継承することを目的」として発足。大阪市内に固定「店舗」を有する10事業者が参加している。
理事長は「株式会社ゆかり」代表取締役の山下真明。

## 参加店
- 大阪ぼてぢゅう - お好み焼き。株式会社ぼてぢゅうコーポレーション[2]
- お好み焼ゆかり - 株式会社ゆかり[3]
- 千房 - お好み焼き[4]
- 鶴橋風月 - お好み焼き[5]
- たこ家道頓堀くくる - 明石焼、たこ焼き。白ハト食品工業[6]
- ねぎ焼やまもと - ねぎ焼き発祥の店[7]。「ねぎ焼」を商標登録（1994年）
- 会津屋 - たこ焼き元祖の店[8]
- 甲賀流 - たこ焼き「網掛けマヨネーズ」発祥の店[9]、目打ち「二刀流」。ミシュランガイドに3年連続で紹介
- 道頓堀赤鬼 - たこ焼き。ミシュランガイドに3年連続で紹介[10]
- たこばやし - たこ焼き。株式会社フードスタンドインターナショナル[11]

## 橋下徹たこ焼き実演、東日本大震災の支援
2008年（平成20年）4月6日、大阪府知事公館（大阪府公館）の庭で「おこたこスプリングフェスティバル」を開催。たこ焼きを橋下徹大阪府知事に実演してもらい、各国の総領事らに大阪の食をPRした。
毎秋「船場まつり」の一環として開かれる「東日本大震災復興支援 大船渡サンマまつり」に参加。被災地でもある岩手県大船渡市から直送された旬のサンマを炭火で焼き、提供を手伝うほか、お好み焼き、たこ焼きをチャリティ販売。売上金を復興支援として寄付している。
また、鶴橋風月では、被災地の三陸地方の食材を使うキャンペーンを実施し、売上金の一部も毎年、岩手県に寄付するなどの支援も行っている。